# The Penguin
The Penguin és una minisèrie de televisió de drama criminal estatunidenca desenvolupada per Lauren LeFranc per a HBO. Basada en el personatge de DC Comics d'El Pingüí, és una seqüela derivada de The Batman (2022). Ambientada després dels esdeveniments de la pel·lícula, la sèrie segueix l'ascens al poder d'Oz Cobb a l'inframon criminal de Gotham City. LeFranc és la productora creadora de la sèrie, que és produïda per DC Studios en associació amb Warner Bros. Television.
Colin Farrell interpreta el personatge principal, repetint el seu paper de The Batman, al costat de Cristin Milioti, Rhenzy Feliz, Deirdre O'Connell, Clancy Brown, Carmen Ejogo, Michael Zegen, Berto Colón, Scott Cohen, Shohreh Aghdashloo, Theo Rossi, James Madio, Nadine Malouf, Joshua Bitton, David H. Holmes, Daniel J. Watts, Jared Abrahamson, Ben Cook, Jayme Lawson, Aleska Palladino, Craig Walker, Tess Soltau, Marié Botha, Michael Kelly i Mark Strong.
El setembre de 2021 es va posar en marxa el desenvolupament de la sèrie i HBO Max la va encarregar el març de 2022, després de l'estrena de The Batman. El director de la pel·lícula, Matt Reeves, va supervisar el guió i va participar en la contractació de l'equip creatiu. El rodatge va començar el març de 2023 a Nova York, però es va aturar al juny per les disputes laborals de Hollywood de 2023. La producció es va reprendre a finals de novembre i va concloure el febrer de 2024. La sèrie va passar del successor d'HBO Max Max a HBO el juliol del 2024. Craig Zobel va dirigir els tres primers episodis, Helen Shaver i Kevin Bray en van dirigir dos cadascun, i Jennifer Getzinger va dirigir el capítol final.
The Penguin es va emetre als Estats Units des del 19 de setembre de 2024 fins al 10 de novembre de 2024, amb vuit episodis. La sèrie va rebre elogis de la crítica per les seves interpretacions, guió, direcció, to i valors de producció.